# Vital Farias
Vital Julião de Farias (Taperoá, 23 de janeiro de 1943 – Santa Rita, 6 de fevereiro de 2025) foi um cantor e compositor brasileiro.

## Biografia
Vital Farias nasceu no sítio Pedra d'Água, município de Taperoá, estado da Paraíba.
Caçula entre 14 irmãos, Vital alfabetizou-se com as irmãs. Viveu em Taperoá até a conclusão do curso ginasial. Aos 18 anos mudou-se para a capital do estado da Paraíba, João Pessoa, onde prestou o serviço militar no 15º Regimento de Infantaria. Ao deixar o serviço militar continuou em João Pessoa e deu prosseguimento aos seus estudos no Lyceu Paraibano. Nesse período começou a estudar violão por conta própria. Depois passou a dar aulas de violão e de teoria musical no Conservatório de Música de João Pessoa. Em 1975 mudou-se para o Rio de Janeiro, onde participou de vários e importantes eventos artísticos, entre os quais a peça “Gota d’água”, de Chico Buarque de Hollanda. Em 1976 prestou vestibular para Faculdade de Música, formando-se em 1981. A primeira composição gravada de Vital Farias foi “Ê mãe”, em parceria com Livardo Alves e gravada por Ari Toledo. Em 1978 gravou seu primeiro disco “Vital Farias”. O segundo, “Taperoá”, surgiu dois anos depois. No final dos anos 80, Vital resolveu parar de gravar por um tempo para se dedicar aos estudos. Em 2002 produziu o disco de estreia de sua filha, Giovanna, com 15 composições de sua autoria e lançou o disco “Vital Farias ao vivo e aos mortos vivos”. Nesse mesmo ano recebeu o título de Cidadão do Rio de Janeiro.
Em 2006 se candidatou a Senador da Paraíba, pelo PSOL, sendo a terceira via de opção. Concorreu contra Ney Suassuna e Cícero Lucena, surpreendeu com 99.966 votos.
Em 2010 se candidatou a Senador mais uma vez, pelo PCB, não obtendo o mesmo sucesso que em 2006, ficando em 4º lugar, com poucos mais de 56 mil votos.
Vita faleceu no dia 06 de fevereiro de 2025, aos 82 anos, no Hospital Metropolitano Dom José Maria Pires, em João Pessoa, em virtude de um problema cardíaco.

## Discografia[4]
- 1978 – Vital Farias (Polygram)

- Canção em Dois Tempos (Era casa, era jardim)
- O Sobreassalto
- Bate com o Pé o Xaxado
- Bandeira Desfraldada
- Via Crucis da Mulher Brasileira
- Alice no Curral das Maravilhas
- Deixe de Afobação
- Expediente Interno
- Poema Verdade
- Caso Você Case
- Ê Mãe
- Estudo n.º 22
- 1980 – Taperoá (CBS)

- Pra Você Gostar de Mim
- Eu Sabia, Sabiá
- Assim Diziam as Almas
- Nave Mãe
- Nós Sofre Mais Nós Goza (a faixa “Tudo vai bem” teve a letra censurada pelo governo militar)
- Repente Paulista
- Tema de Beija-flor
- Veja (Margarida)
- Meu Coração Por Dentro
- General da Banda
- Prazer Pelo Avesso
- 1982 – Vital Farias - Sagas Brasileiras (PolyGram)

- Do Meu Jeito Natural
- Forrofunfá (A Abdias dos Oito Baixos)
- Sete Cantigas Para Voar (A Elba Ramalho)
- Ai, Que Saudade D'Ocê (Vital Farias)
- Saga de Severinin
- Saga da Amazônia
- Trem da Consciência
- Belo Belo
- Apesar da Solidão
- Saga do Boi de Mamão
- 1984 – Cantoria 1 (Kuarup Discos) – em conjunto com Elomar, Geraldo Azevedo e Xangai e gravado ao vivo no Teatro Castro Alves, em Salvador, Bahia)

- Desafio do Auto da Catingueira (Elomar)
- Novena (Marcus Vinicius/Geraldo Azevedo)
- Sete Cantigas para Voar (Vital Farias)
- Cantiga do Boi Incantado (Elomar)
- Kukukaya - Jogo da Asa da Bruxa (Cátia de França)
- Ai, Que Saudade D'Ocê (Vital Farias)
- O ABC do Preguiçoso (Ai d'eu Sodade) (Xangai)
- Semente de Adão/Viramundo (Capinam/Geraldo Azevedo/Carlos Fernando/Gilberto Gil)
- Cantiga do Estradar (Elomar)
- Violêro (Elomar)
- Saga da Amazônia (Vital Farias)
- Matança (Jatobá)
- Cantiga de Amigo (Elomar)
- 1985 – Cantoria 2 (Kuarup Discos) – em conjunto com Elomar, Geraldo Azevedo e Xangai e gravado ao vivo no Teatro Castro Alves, em Salvador, Bahia)

- Desafio do Auto da Catingueira/Repente/Novena (Vital Farias/Geraldo Azevedo/Marcus Vinicius/Elomar)
- Era Casa, era Jardim/Veja Margarida (Vital Farias)
- Sabor Colorido/Moça Bonita (Capinam/ Geraldo Azevedo)
- Na Quadrada das Águas Perdidas (Elomar)
- Cantilena de Lua Cheia (Vital Farias)
- Arrumação (Elomar)
- Suite Correnteza/Barcarola do São Francisco/Talismã/Caravana (Carlos Fernando/Alceu Valença/ Geraldo Azevedo)
- Estampas Eucalol (Hélio Contreiras)
- Saga de Severinin (Vital Farias)
- Cantiga de Amigo (Elomar)
- 1985 – Do jeito natural (PolyGram)

- Canção em Dois Tempos
- Bate com o Pé o Xaxado
- Sete Cantigas Para Voar (A Elba Ramalho)
- O Sobreassalto
- Deixe de Afobação
- Forrofunfá (A Abdias dos 8 Baixos)
- Caso Você Case
- Do Jeito Natural
- Ê Mãe
- Poema Verdade
- Expediente Interno
- Ai, Que Saudade D'Ocê
- 2002 – Vital Farias ao vivo e aos mortos vivos (Discos Vital Farias)